# Jonder Martínez
Jonder Martínez Martínez  (Mariel, 22 de junio de 1978) es un jugador de béisbol cubano. Debutó con el equipo La Habana en la temporada 1996-1997. Ha estado en el equipo nacional desde 2003 hasta la actualidad. Es conocido popularmente solo por su nombre de pila, y dentro de la pelota cubana ha alcanzado un buen nivel como lanzador. Mide 1,85 metros y pesa 85 kilos.

## Estadísticas
| Eventos                  | equi | JL  | JG  | JP | L  | JS | INN    | CP  | CLP | SO  | BB  | PCL  |  |
| ------------------------ | ---- | --- | --- | -- | -- | -- | ------ | --- | --- | --- | --- | ---- |  |
| Panamericanos 2007       | CUB  | 22  | 53  | 5  | 9  | 1  | 0      | 2   | 5   | 0   | 2   |      |  |
| Serie Nacional 2006-2007 | LHA  | 91  | 290 | 51 | 78 | 22 | 0      | 17  | 60  | 4   | 42  |      |  |
| Playoff 2007             | LHA  | 3   | 1   | 0  | 0  | 0  | 19.2   | 9   | 9   | 8   | 4   | 4.12 |  |
| Total                    | -    | 262 | 79  | 83 | 9  | 6  | 1462.1 | 745 | 642 | 881 | 419 | 3.95 |  |